# Schiller (café)

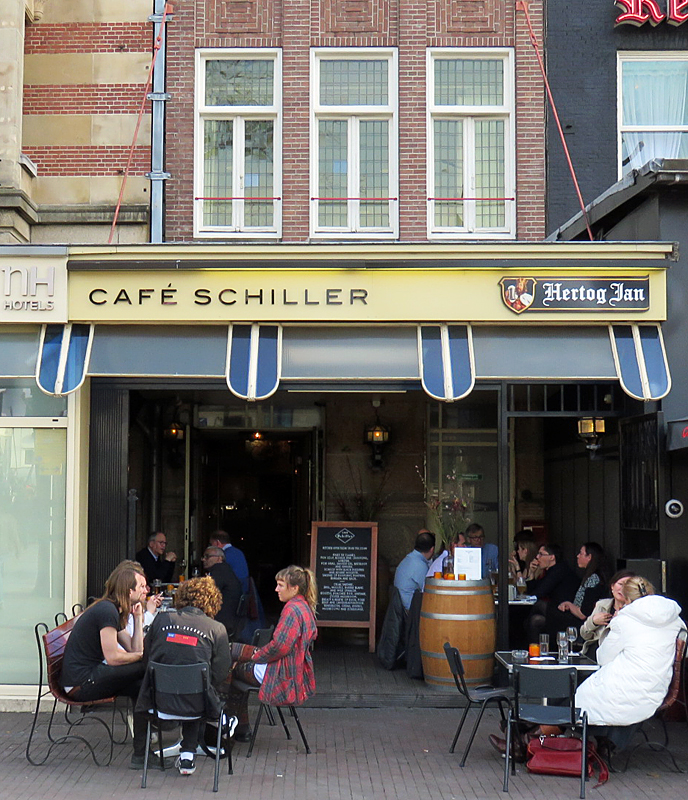
Exterieur van café Schiller in 2017

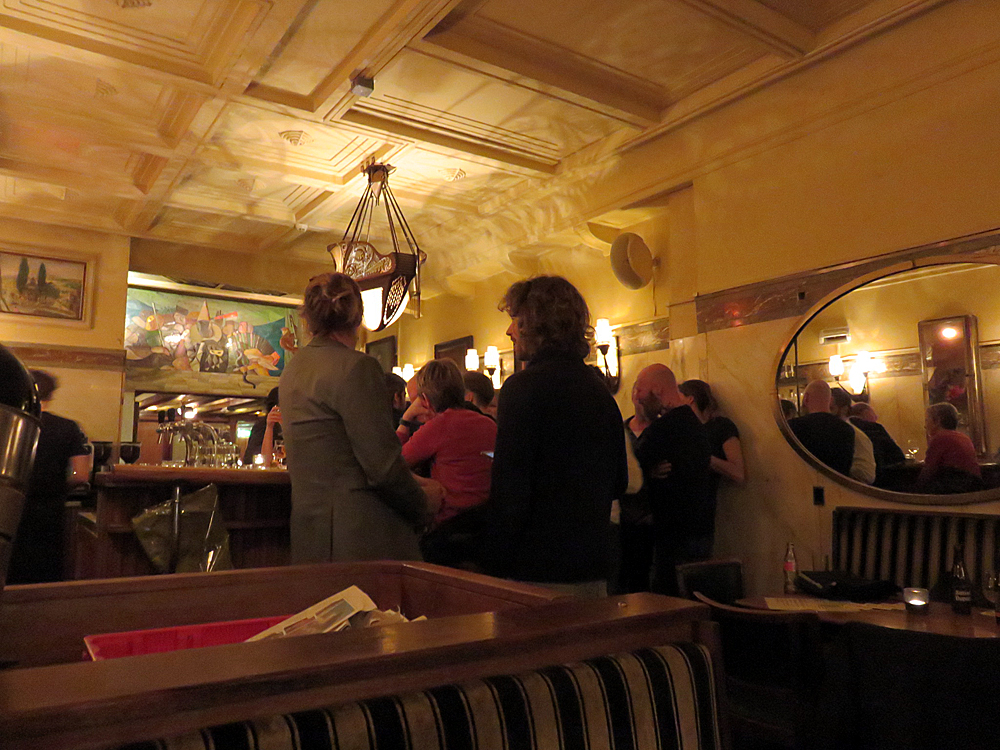
Interieur van café Schiller in 2017

Schiller is een café aan het Rembrandtplein in Amsterdam. Het werd vlak na 1920 geopend als hotelbar van het naastgelegen Schiller hotel.

## Artistiek centrum
In 1912 liet Frits Schiller, samen met zijn broer Hein en zus Elsa, aan het Rembrandtplein 28-32 een nieuw "cosmopolitisch" hotel met restaurant annex bierhuis bouwen, dat op 6 augustus 1913 geopend werd. Het werd al snel een centrum van artistiek en intellectueel Amsterdam. 
In het naastgelegen pand op nummer 24A kwam in 1921 of 1922 een hotelbar met eigen ingang. Het interieur in de stijl van de art deco werd vermoedelijk in 1933 aangebracht naar ontwerp van M.J.E. Lippits, in samenwerking met Frits Schiller, die naast hotelier ook kunstschilder was. Schilder Joop Sjollema vervaardigde in 1948 het gebrandschilderde glasmozaïek met musicerende theaterfiguren, dat sindsdien een centrale plaats in het café heeft.
De Schiller Bar werd in de jaren twintig en dertig bezocht door artiesten als de cabaretiers Jean-Louis Pisuisse en Louis Davids, conferencier Lou Bandy, acteurs Nap en Fien de la Mar, schrijver Herman Heijermans en schilders als George Breitner.  Vanwege de minder bekrompen sfeer was Schiller ook een van de gelegenheden waar homoseksuele mannen elkaar konden ontmoeten.

## Overname en restauratie
Tijdens de Tweede Wereldoorlog bleef de Schiller Bar geopend, maar wel werd de doorgang naar het hotel afgesloten, aangezien de Duitsers daar militair personeel hadden onder gebracht. Frits Schiller en zijn gezin gingen toen boven de bar wonen. Na een algehele renovatie van het hotel rond 1950 werd ook de verbinding met de bar weer hersteld.
Na het overlijden van Frits Schiller in 1971 werd de Schiller Bar gesloten, maar op initiatief van horeca-ondernemer Luc Wildschut op 28 april 1977 weer heropend. Voor die gelegenheid was ook het interieur gerestaureerd. In die tijd werd de bar onder meer bezocht door de vastgoedhandelaren Maup Caransa en Jaap Kroonenburg. Vanaf 1989 namen Alex Rutten en Jeron Halewijn (tot 2004) het bedrijf over van Luc Wildschut. Bekende gasten uit de jaren tachtig waren de schrijvers Thomas Rosenboom, Frans Thomese en A.F.Th. van der Heijden. De laatste schreef op de binnenkant van een wc-deur enkele regels uit eigen werk, die later werden uitgezaagd en in het café opgehangen.

## Zelfstandigheid
Ondertussen waren hotel en bar Schiller in 1970 verkocht aan de NV Caransa en Co., die in 1996 opging in de Krasnapolsky Group. Deze fuseerde in het jaar 2000 met het Spaanse NH Hoteles, waarna de bar definitief fysiek van het hotel werd afgescheiden en zelfstandig verder ging als Café Schiller. Uit die tijd dateert tevens de uitbreiding met de achterste ruimte.
De ingang van het café is weggedrukt tussen de gebouwde terrassen van het Schiller hotel en een coffeeshop. In het voorste gedeelte van de zaak bevinden zich enkele zithoeken, in het midden is de bar en onder het mozaïek van Joop Sjollema is de doorgang naar het achterste deel, waar gegeten kan worden. Het interieur is nog geheel in de art-decostijl uit de begintijd met aan de muren schilderijen die Frits Schiller van bekende Amsterdammers maakte. Net als vroeger trekt het café weer publiek uit de artistieke en creatieve sector.